# Fosforilacija histonov
V primerjavi z metilacijo in acetilacijo je o fosforilaciji histonov zelo malo znanega. Zelo pomembno pa je odkritje, da fosforilacija histonov sodeluje pri procesih kot so transkripcija in popravljanje DNK , apoptoza celic ter kondenzacija kromosomov . 
Znano je da se fosforilira predvsem serin (treonin v manj primerih) histonov H2A, H2B, H3 in H4  . Za aktivacijo serina 10 na histonu H3 je bilo dokazano, da vpliva na aktivacijo genov v sesalčjih celicah  in na indukcijo transkripcije pri heat-shok odgovoru pri Drosophili . 
Mehanizem s katerim fosforilacija vpliva na aktivacijo transkripcije še ni popolnoma poznan. Dodatek negativno nabitih fosfatnih skupin na histona nevtralizira njihov osnovni naboj, kar privede do nižje afinitete histonov do DNK. Raziskovalci so opazili, da se ob fosforilaciji serina 10 histona H3 poveča aktivnost HAT . Torej fosforilacija verjetno vpliva na aktivacijo transkripcije preko stimuliranja aktivacije HAT na istem histonu .
Še nekaj znanih funkcij fosforilacije histonov:
- fosforilacija serina 10 histona H2A je povezana z mitotično kondenzacijo kromosomov
- prekomerno delovanje kinaze, ki v mitozi fosforilira histon H3 vodi do nepravilne kondenzacije in segregacije kromosomov [7]
- fosforilacija serina 139 na histonu H3 ob poškodbi DNA aktivira pot za popravilo DNK

kromatina, deacetilacija histonov pa poteka v neaktivnem kromatinu . 
Znano je da acetilacija lizinskih ostankov nevtralizira naboj histonov, in s tem reducira njihovo afiniteto do negativno nabite DNA. Zaradi slabšega stika med DNA in nukleosomom se lahko veriga DNA dekondenzira in lahko pride do transkripcije .
To dokazuje tudi dejstvo, da so transkripcijsko aktivna mesta evkromatina hiperacetilirana, mesta neaktivnega heterokromatina pa so hipoacetilirana. Acetilacija histonov pa ne vpliva samo na afiniteto histonov do DNA, ampak vpliva tudi na interakcije med histoni in interakcije histonov z drugimi regulatornimi proteini . S tem acetilacija ne vpliva samo na transkripcijsko aktivnost kromatina, ampak je pomembna tudi pri procesih kot so replikacija in nastanek nukleosoma, pri procesu pakiranja kromatina in pri interakcijah ne-histonskih proteinov z nukleosomom.
Obstajata dve skupini HAT encimov. Tip A HAT encimov se nahaja v jedru, tip B pa v citoplazmi, kjer je tudi zelo mobilen. Encimi HAT tipa B acetilirajo na novo nastale histona v citoplazmi, ti se nato transportirajo v jedro celice, kjer se deacetilirajo in se vključijo v kromatin. Encimi HAT tipa A pa acetilirajo histone v jedru. Acetilirajo histone, ki so del nukleosoma in s tem regulirajo transkripcijsko aktivnost DNA.
HDAC encimi pa vzdržujejo ravnotežje med acetiliranimi in deacetiliranimi nukleosomi. Tudi pri teh encimih najdemo dve skupini encimov. En tip encimov se nahaja v citoplazmi en tip pa v jedru .
Delovanje HAT in HADS pa ni omejeno le na histone, ampak vplivajo tudi na druge transkripcijske faktorje, kot so p53 , GATA-1 , GATA-2 , GATA-3 , EKLF , AML1  in na nekatere jedrne hormonske receptorje tako acetilacija histonskih in ne-histonskih proteinov vpliva na procese kot so regulacija transkripcije, degradacija proteinov, utišanje genov, popravljanje DNA in na celični cikel.